# Переправа (альбом)
«Переправа» (названия американского и немецкого изданий альбома — «Bardo») — десятый альбом Бориса Гребенщикова, записан совместно с Габриеллой Рот & «The Mirrors».

## Список композиций
1. Дом, В Котором Живёт Луна/Sand Castle (5:01)
2. Сирах Малатой Тан/Infinite Sky (7:16)
3. Тайная Нерпа Счастья/Dissolve (6:42)
4. Медленно, Со Дна/Nectar Moon (5:45)
5. Вести С Юга/Sun Dust Eclipse (4:35)
6. 8 и Трое Светлых/The Crossing (4:29)
7. Огонь Земли/Bardo (4:25)
8. Дальний Берег Жизни (Лой Быканах)/Mansion Of Gold (4:59)